# Прапор Волошок (Рівненський район)
Прапор Волошок — офіційний символ села Волошки, Рівненського району Рівненської області, затверджений 26 листопада 2021 р. рішенням сесії Олександрійської сільської ради.
Автори — А. Гречило та Ю. Терлецький.

## Опис
Квадратне полотнище, у центрі на червоному полі білий лапчастий хрест, по периметру йде жовта лиштва, завширшки в 1/4 сторони прапора, на якій 8 синіх квіток волошки із жовтими осердями.

## Значення символів
Квіти волошки є номінальним символом і вказують на одну з версій про походження назви поселення. Хрест підкреслює знаходження села на Волині. Жовте поле означає щедрість і добробут.